# Kevin Nisbet
Kevin Nisbet, född 8 mars 1997, är en skotsk fotbollsspelare som spelar för Aberdeen, på lån från Millwall och Skottlands landslag.